# Västra Bråtvallstjärnet
Västra Bråtvallstjärnet är en sjö i Dals-Eds kommun i Dalsland och ingår i Enningdalsälvens huvudavrinningsområde. Västra Bråtvallstjärn ligger i Trestickla-Boksjön Natura 2000-område.